# Leulinghem
Leulinghem település Franciaországban, Pas-de-Calais megyében. Lakosainak száma 263 fő (2022. január 1.). Leulinghem Zudausques, Quelmes, Setques, Wisques és Saint-Martin-lez-Tatinghem községekkel határos.

## Népesség
A település népességének változása:
| Lakosok száma | 240  | 245  | 254  | 252  | 252  | 256  | 258  | 261  | 263  |
|               | 2013 | 2015 | 2016 | 2017 | 2018 | 2019 | 2020 | 2021 | 2022 |